# Canon de 3 pouces/50 calibres Mark 10 - 22
Pour un article plus général, voir Canon de 3 pouces/50 calibres.
Les canons de 3 pouces/50 calibres Mark 10 à 22 sont une série de canons navals à double emploi (antinavire et antiaérien) conçus durant la Première Guerre mondiale. Très utilisé dans les années 1930 comme armement secondaire, il constitue l'artillerie principale de nombreux destroyers d'escorte, sous-marins, croiseurs auxiliaires et chalutiers armés de l'United States Navy durant la Seconde Guerre mondiale.

## Utilisation
La plupart des canons de cette série ont été utilisés comme canons antiaériens, les premiers étant construits durant la Première Guerre mondiale. Très utilisés jusqu'à la fin des années 1930, ils sont progressivement remplacés par des canons de 5 pouces/25 calibres puis par des Bofors 40 mm. Durant la Seconde Guerre mondiale, ils constituent l'armement principal de petits navires, tels les destroyers d'escorte, les sous-marins ou les navires marchands. Ce sont ainsi 14 000 unités qui sont construites entre 1940 et 1945.